# Liste der Bodendenkmäler in Kürten
Die Liste der Bodendenkmäler in Kürten enthält die denkmalgeschützten unterirdischen baulichen Anlagen, Reste oberirdischer baulicher Anlagen, Zeugnisse tierischen und pflanzlichen Lebens und paläontologischen Reste auf dem Gebiet der Gemeinde Kürten im Rheinisch-Bergischen Kreis in Nordrhein-Westfalen (Stand: September 2020). Diese Bodendenkmäler sind in Teil B der Denkmalliste der Gemeinde Kürten eingetragen; Grundlage für die Aufnahme ist das Denkmalschutzgesetz Nordrhein-Westfalen (DSchG NRW).
| Bild           | Bezeichnung                     | Lage                                        | Beschreibung | Bauzeit | Eingetragen seit | Denkmal- nummer |
| -------------- | ------------------------------- | ------------------------------------------- | ------------ | ------- | ---------------- | --------------- |
| weitere Bilder | Hohlwegesystem                  | Bechen östlich von Bechen Karte             |              |         |                  | 7               |
|                | Wall, Wungenburg                | Dürscheid-Weyermühle östlich von Weyermühle |              |         |                  | 1               |
|                | Landwehr                        | Herweg östlich von Schanze                  |              |         |                  | 3               |
|                | Obergraben, Wasserstollen       | Junkermühle                                 |              |         |                  | 5               |
|                | Burgwüstung, Junkersburg        | Junkermühle                                 |              |         |                  | 6               |
|                | Wehr, Obergraben, Teich         | Junkermühle nördlich Wipperfürther Straße   |              |         |                  | 8               |
| weitere Bilder | Ringwall, Burgring              | Sürth Sürth/Neuenhaus Karte                 |              |         |                  | 2               |
|                | Abschnittsbefestigung, Burgberg | Unterbörsch südöstlich von Unterbörsch      |              |         |                  | 4               |
|                | Pulvermühlenwüstung             | Junkermühle                                 |              |         |                  | 9               |